# Асович, Мухарем
Мухарем Асович (серб. Мухарем Асовић; 25 марта 1912, Никшич — январь 1943, Драговоличи) — югославский черногорский кузнец, партизан Народно-освободительной войны Югославии. Народный герой Югославии.

## Биография
Родился 25 марта 1912 в Никшиче. До войны работал кузнецом, член КПЮ с 1934 года.
На фронте Народно-освободительной войны с 1941 года, с середины 1942 года член Никшичского окружного комитета Компартии Югославии, инициатор партизанского движения в Никшиче.
В январе 1943 года с тремя друзьями в деревне Драговоличи попал в засаду четников, был тяжело ранен. Чтобы не попасть в плен, покончил с собой.
10 июля 1953 указом Иосипа Броза Тито посмертно награждён орденом и званием Народного героя Югославии.